# Mammillaria brandegeei
Mammillaria brandegeei är en kaktusväxtart som först beskrevs av John Merle Coulter, och fick sitt nu gällande namn av Georg George Engelmann och K. Brandegee. Mammillaria brandegeei ingår i släktet Mammillaria och familjen kaktusväxter.

## Underarter
Arten delas in i följande underarter:
- M. b. brandegeei
- M. b. gabbii
- M. b. glareosa